# Tyenna River
Der Tyenna River ist ein Fluss im Süden des australischen Bundesstaates Tasmanien.

## Geografie

### Flusslauf
Der etwas mehr als 48 Kilometer lange Tyenna River entspringt an den Nordhängen des Berges The Needles an der Nordgrenze des Southwest-Nationalparks. Von dort fließt er nach Osten entlang der Gordon River Road (B61) und südlich des Mount-Field-Nationalparks. Östlich des Mount Fenton mündet er in den Derwent River.

### Nebenflüsse mit Mündungshöhen
Nebenflüsse des Tyenna River sind:
- Humboldt River – 288 m
- Lady Barron Creek – 163 m
- Boyces Creek – 92 m